# NGC 2440
NGC 2440は、銀河系の中に多数ある惑星状星雲の1つである。中央の恒星HD62166は、恐らく既知の白色矮星の中では最も温度が高い。この星雲は、とも座の方角に存在する。
1790年3月4日にウィリアム・ハーシェルが発見した。彼は「美しい惑星状星雲、かなりの明るさであるが、形ははっきりしない」と記している。この星雲は、太陽から約4000光年離れている。

## HD62166
HD62166は、約20万ケルビンという並外れて高い表面温度を持ち、光度は太陽の1100倍である。この高密度の恒星は、0.6太陽質量で0.028太陽半径と推定され、視等級は17.5である。